# Microgyniina
Cohorte
Les Microgyniina  Tragardh, 1942 sont une cohorte d'acariens Parasitiformes. Elle ne contient que six espèces dans deux familles et une superfamille (Microgynioidea).

## Classification
- Microgyniidae Trägårdh, 1942 inc Microsejidae Trägårdh, 1942
- Nothogynidae Walter & Krantz, 1999